# Кинтилья, Хавьер
Хавьер (Хави) Кинтилья Гуаск (исп. Xavier Quintilla Guasch, род. 23 августа 1996, Льейда, Испания) — испанский футболист, левый и центральный защитник клуба «Алькоркон». Бывший игрок молодежных сборных Испании.

## Клубная карьера
Кинтилья присоединился к системе футбольного клуба «Барселона» в 2009 году, переехав из «Лериды». В 2015 году он оказался в составе «Барселоны Б». Дебютировал за нее Кинтилья 22 августа 2015 года в матче против «Корнельи» (1:2). В сезоне 2016/2017 Хавьер ушел в аренду в «Льейда».
В 2017 году у Хави истек контракт с «Барсой», и ему пришлось искать новый клуб. Вскоре его подписал «Вильярреал Б». 1 ноября 2017 года в Кубке короля игрок дебютировал за новую команду. Затем потенциального игрока перевели в основной состав клуба. 30 марта 2019 года он сыграл первый матч в Ла Лиге, выйдя в гостевой встрече против «Сельты» (команда проиграла 3:2). Кинтилья вышел в стартовом составе и был заменен на 88-й минуте.
18 августа 2020 года на правах годичной аренды перешёл в английский клуб «Норвич Сити».
10 июля 2021 года на правах аренды на сезон с правом выкупа был отдан клубу «Леганес».

## Личная жизнь
Старший брат игрока, Жорди, также футболист, играющий на позиции полузащитника. Они вместе играли в «Барселоне Б».

## Достижения
«Барселона»
- Обладатель юношеской лиги УЕФА: 2013/14

«Норвич Сити»
- Победитель Чемпионшипа: 2020/21